# Il principe d'Arcadia
Il principe d'Arcadia (Der Prinz von Arkadien) è un film del 1932 diretto da Karl Hartl.

## Produzione
Il film fu prodotto dalla O. Glück, Wien e dalla Projektograph Film.

## Distribuzione
Distribuito dalla Süd-Film, uscì nelle sale cinematografiche tedesche il 17 maggio 1932, presentato in prima all'Atrium di Berlino. In Italia venne distribuito dalla Sud Film nel dicembre 1932.